# Will Mellor
William Mellor (Stockport, Gran Mánchester, 3 de abril de 1976) es un actor y cantante británico. Es conocido por sus papeles de Jambo Bolton en Hollyoaks, Gaz Wilkinson en Two Pints of Lager and a Packet of Crisps, Warren Stamp en EastEnders, el agente Spike Tanner en No Offence, Steve Connolly en Broadchurch, Georgie en Barking! y Ollie Curry en White Van Man. Apareció en la telenovela de ITV, Coronation Street, como Harvey Gaskell (2021-2022, 2024). En 2024, interpretó al subdirector de correos Lee Castleton en el drama de la ITV, Mr Bates vs The Post Office, sobre el escándalo de la Oficina Postal Británica.